# Stara Piła (Rumia)
Stara Piła (kaszb. Starô Piła, niem. Starapilla) – część miasta Rumia, dawniej część sołectwa Łężyce w  województwie pomorskim, w powiecie wejherowskim, w gminie Wejherowo.
Osada położona jest w granicach Trójmiejskiego Parku Krajobrazowego w dolinie potoku Zagórska Struga, przy brukowanej drodze łączącej Rumię ze wsią Kamień. Zabudowania Starej Piły przypisane są do ul. Kamiennej w Łężycach (zachowano nazwę ulicy i numerację obowiązującą dawniej w granicach Rumi).
Stara Piła składa się z zaledwie dwóch domostw, w tym zabudowań dawnego młyna wodnego, od którego wywodzi się nazwa osady. Nazwę Stara Piła (niem. Försterei Altmühl) nosi również oddalona o około kilometr od samej osady leśniczówka, zlokalizowana w rumskiej dzielnicy Szmelta.
Przez Starą Piłę przebiega szlak turystyczny Zagórskiej Strugi, oznaczony kolorem czarnym.

## Pobliskie miejscowości
- Łężyce
- Reszki
- Piekiełko